# David Howard Thornton
Pour les articles homonymes, voir Thornton.
David Howard Thornton (né le 30 novembre 1979 à Huntsville en Alabama) est un acteur américain. Il est connu pour son rôle de Art le Clown dans la franchise Terrifier.

## Jeunesse
Thornton a grandi à Huntsville, en Alabama.
Enfant, il joue pour la première fois sur scène dans une production de la compagnie de théâtre locale Fantasy Playhouse Children's Theatre.
Il est diplômé de la Grissom High School de Huntsville et a obtenu un diplôme en éducation élémentaire des arts libéraux du centre de l'Alabama à l'Université de Montevallo.
Dans une interview de 2023, Thornton évoque son autisme qu'il a découvert adulte.

## Filmographie

### Cinéma
| Year | Title                       | Role              | Notes | Reference(s) |
| ---- | --------------------------- | ----------------- | ----- | ------------ |
| 2015 | Miss Hokusai                | Voix additionnels | Voix  | ,            |
| 2016 | Terrifier                   | Art le Clown      |       | ,            |
| 2019 | The Exigency                | Bumbo             | Voix  | ,            |
| 2021 | The Dark Offerings          | Tim Cobb          |       | ,            |
| 2022 | Terrifier 2                 | Art le Clown      |       | ,            |
| 2022 | The Mean One                | The Mean One      |       | ,            |
| 2024 | Stream                      | Joueur 2          |       | ,            |
| 2024 | Terrifier 3                 | Art le Clown      |       | ,            |
| 2025 | Screamboat                  | Steamboat Willie  |       | ,            |
| 2025 | Night of the Living Dead II | Shark Bait Zombie |       | ,            |

### Télévision
| Année | Titre                                  | Rôle                            | Remarques                                          | Référence(s) |
| ----- | -------------------------------------- | ------------------------------- | -------------------------------------------------- | ------------ |
| 2017  | Gotham                                 | Ambulancier                     | Épisode : « A Dark Knight : Le chemin de la lame » | [ 5 ]        |
| 2019  | Le chevalier le plus courageux         | Billy Goat / Les tritons (voix) | 2 épisodes                                         | [ 5 ]        |
| 2020  | Théâtre Maîtresse de la Paix           | Art le Clown / Lui-même         | Épisode : « Spécial Halloween II »                 |              |
| 2021  | Alma's Way                             | Boîte SFX (voix)                | Épisode : « No-Go Mofongo/Alma contre Eddie »      | ,            |
| 2023  | Les Bupkis                             | Art le clown                    | Épisode : « Montre-moi le chemin »                 | ,            |
| 2024  | Journal d'éloge funèbre d'Art le Clown | Art le clown                    |                                                    | [ 19 ]       |

### Jeux vidéo
| Année | Titre                         | Rôle                                | Remarques | Référence(s) |
| ----- | ----------------------------- | ----------------------------------- | --------- | ------------ |
| 2011  | Two Worlds II                 | Malvici / Volran / Tengo            | Voix      | [ 5 ]        |
| 2013  | Ride to Hell : Rétribution    | Enclume / Dr. Blotter / Baggy Miner | Voix      | [ 6 ]        |
| 2013  | Invizimals : Le Royaume Perdu | Shizoku / Metal Mutt / Toxitoad     | Voix      | [ 5 ]        |

### Musique
Il reprend le rôle de Art le Clown dans le clip A Work of Art du groupe metalcore Ice Nine Kills. 